# Dingwall
Dingdwall (gaelicki: Inbhir Pheofharain) – miasto portowe w Szkocji, w jednostce administracyjnej Highland, dawniej stolica hrabstwa Ross-shire (następnie Ross and Cromarty), położona nad zatoką Cromarty Firth.

## Historia
Dingwall zostało utworzone ok. 1050 przez Thorfinna Sigurdssona – Earla Orkadów.
W 1226 król Szkocji Aleksander II wydał przywilej ziemski na mocy którego Dingwall zostało miastem królewskim (en: Royal burgh).